# Parque Estadual de Santa Clara
O Parque Estadual de Santa Clara é uma unidade de conservação situada nos municípios brasileiros de Candói, Foz do Jordão e Pinhão, no estado do Paraná. A unidade de conservação, com área de 631,58  hectares, foi criada pelo Decreto Estadual nº 6537 de 3 de maio de 2006.